# Anthrax fenestratoides
Anthrax fenestratoides är en tvåvingeart som först beskrevs av Daniel William Coquillett 1892.  Anthrax fenestratoides ingår i släktet Anthrax och familjen svävflugor. Inga underarter finns listade i Catalogue of Life.